# حزب الاستقلال الإفريقي
حزب الاستقلال الأفريقي (بالفرنسية : Parti Africain de l'Indépendance) كان حزبًا شيوعيًا في غرب إفريقيا الفرنسي. تأسس في ثيس، السنغال في عام 1957. في وقت لاحق عندما تم حل غرب أفريقيا إلى دول مستقلة، أصبحت أقسام الحزب المحلية أحزابًا مستقلة، وغالبًا ما احتفظت بالاسم حزب الاستقلال الأفريقي.
كان الحزب أول حزب في غرب أفريقيا يطالب بشكل قاطع بالاستقلال عن الحكم الفرنسي.
في السنغال تم حظر الحزب في 1 أغسطس 1960.
في السنغال، تتبع الأطراف التالية أصلها إلى حزب الاستقلال:
- حزب الاستقلال والعمل
- تجديد حزب الاستقلال الأفريقي (مسجل قانونيًا باسم حزب الاستقلال الأفريقي)
- الرابطة الديمقراطية - حركة حزب العمل
- الحزب الشيوعي السنغالي

في فولتا العليا (بوركينا فاسو) تأسس حزب الاستقلال في عام 1963. اكتسب الحزب أهمية من خلال جبهته الجماهيرية، الرابطة الوطنية للتنمية. تم حل الرابطة، وانقسم الحزب إلى فصيلين:
- حزب الاستقلال الأفريقي (بوركينا فاسو). من الناحية الفنية، الحزب الأصلي
- حزب الاستقلال الأفريقي (توري)، المعترف به قانونًيا.

## قائمة مؤسسي الحزب
- مادام باس
- م. باس
- كوبيت كامارا
- سيدو سيسوكو
- أداما دياني
- عمر ديالو
- براهم دياوارا برهيم
- ماجيموت ديوب
- بونا فال
- عبدو كا
- عليون كمارا
- مالك كامارا
- باسيل خليل
- تيديان بادي لي
- عبدو موموني
- عبد الله ندياي
- سامبا ندياي
- سامبا
- خليلو سال
- عثمان سانتارا
- باسيرو سار
- موسيه جوي سيك
- سيكو توري